# Костенко, Пётр Ильич
Пётр Ильич Костенко (1911 год, село Казанское — 6 июня 1979, село Дарьевка Херсонской обл. УССР) — казахстанский государственный и коммунистический деятель, первый секретарь Карасуского райкома Компартии Казахстана, Кустанайская область, Казахская ССР. Герой Социалистического Труда (1957).

## Биография
Родился в 1911 году в селе Казанское (сегодня — Аулиекольский район).
В 1931—1974 годах — колхозник, бригадир полеводческой бригады, председатель правления колхоза «Красная Заря», заведующий райземотделом, заместитель председателя райисполкома, 2-й секретарь Тургайского райкома партии, 2-й, 1-й секретарь Введенского райкома, 1-й секретарь Карасуского райкома КП Казахстана, председатель Джетыгаринского райисполкома.
Будучи первым секретарём Карасуского райкома партии занимался организацией новых колхозов и совхозов в Карасуском районе во время освоения целины. Указом Президиума Верховного Совета СССР от 11 января 1957 года за особо выдающиеся успехи, достигнутые в работе по освоению целинных и залежных земель, и получение высокого урожая удостоен звания Героя Социалистического Труда с вручением ордена Ленина и золотой медали «Серп и Молот».
Семья — жена Костенко (Базаева) Екатерина Ивановна.
Дети — Костенко Александр Петрович, Костенко Вера Петровна, Костенко (Лебедева) Любовь Петровна, Костенко (Амарханова) Надежда Петровна.